# Liste de peintures de Canaletto
Cette page fournit une liste chronologique de tableaux du peintre vénitien Giovanni Antonio Canal (1697-1768), plus connu sous le nom de Canaletto.

## Débuts (1720 - 1729)
| Tableau | Type      | Titre | Date      | Technique       | Dimensions                               | Référence           | Lieu de conservation                            |
| ------- | --------- | --- | --------- | --------------- | ---------------------------------------- | ------------------- | ----------------------------------------------- |
|         | Capriccio | Capriccio avec église gothique et lagon                                                                                   | 1720-1721 | huile sur toile | 148 × 118 cm                             | Musée               | Palazzo Leoni Montanari, Vicence                |
|         | Capriccio | Paysage avec des ruines                                                                                                   | 1720-1721 | huile sur toile | 56 × 73 cm                               | Musée               | Wadsworth Atheneum, Hartford                    |
|         | Vedute    | San Cristoforo, San Michele et Murano depuis les Fondamente Nuove                                                         | 1722-1723 | huile sur toile | 144 × 151 cm                             | Musée               | Musée d'art de Dallas                           |
|         | Vedute    | Le Canal de Santa Chiara regardant au nord vers la lagune                                                                 | 1722-1723 | huile sur toile | 47 × 78 cm                               | Collection          | Royal Collection, Hampton Court                 |
|         | Vedute    | À l'embouchure du Grand Canal à Venise                                                                                    | 1722-1723 | huile sur toile | 65 × 98 cm                               | Musée               | Gemäldegalerie Alte Meister, Dresde             |
|         | Vedute    | Le Grand Canal à Venise                                                                                                   | 1722-1723 | huile sur toile | 65 × 97 cm                               | Musée               | Gemäldegalerie Alte Meister, Dresde             |
|         | Vedute    | Le Grand Canal du Palazzo Balbi au Rialto                                                                                 | vers 1723 | huile sur toile | 144 × 207 cm                             | Musée               | Venise, Ca' Rezzonico                           |
|         | Vedute    | Place Saint-Marc avec la basilique, Venise                                                                                | 1723      | huile sur toile |                                          | Musée               | Institut Ricardo Brennand, Recife, Brésil       |
|         | Vedute    | Place Saint-Marc | 1723-1724 | huile sur toile | 141 × 204 cm                             | Musée               | Madrid, musée Thyssen-Bornemisza                |
|         | Vedute    | Place Saint-Marc en regardant à l'est vers la basilique et le campanile                                                   | 1723-1724 | huile sur toile | 135 × 173 cm                             | Collection          | Royal Collection                                |
|         | Vedute    | La Piazzetta regardant le nord vers la tour de l’horloge                                                                  | 1723-1724 | huile sur toile | 172 × 135 cm                             | Collection          | Royal Collection, palais de Buckingham          |
|         | Vedute    | Place Saint-Marc tournée vers l’Ouest en direction de San Geminiano                                                       | 1723-1724 | huile sur toile | 135 × 173 cm                             | Collection          | Royal Collection                                |
|         | Vedute    | La Piazza au nord-ouest avec le Narthex de San Marco                                                                      | 1723-1724 | huile sur toile | 172 × 134 cm                             | Collection          | Royal Collection, palais de Buckingham          |
|         | Vedute    | La Piazzetta en direction de San Giorgio Maggiore                                                                         | 1723-1724 | huile sur toile | 173 × 134 cm                             | Collection          | Royal Collection, palais de Buckingham          |
|         | Vedute    | La Piazzetta en direction de Santa Maria della Salute                                                                     | 1723-1724 | huile sur toile | 172 × 136 cm                             | Collection          | Royal Collection, palais de Buckingham          |
|         | Vedute    | Le Grand Canal, vu du Campo San Vio                                                                                       | 1723-1724 | huile sur toile | 140 × 204 cm                             | Musée               | Madrid, musée Thyssen-Bornemisza                |
|         | Vedute    | Rio dei Mendicanti | vers 1723 | huile sur toile | 144 × 207 cm                             | Musée               | Venise, Ca' Rezzonico                           |
|         | Vedute    | Le Grand Canal à Venise avec le pont du Rialto                                                                            | 1724      | huile sur toile | 146 × 234 cm                             | Musée               | Gemäldegalerie Alte Meister, Dresde             |
|         | Vedute    | Le Grand Canal regardant du sud-ouest du Rialto à Ca' Foscari                                                             | 1724-1725 | huile sur toile | 46 × 79 cm                               | Collection          | Royal Collection, Hampton Court                 |
|         | Vedute    | La Punta della Dogana | 1724-1730 | huile sur toile | 46 × 63 cm                               | Musée               | Vienne, Kunsthistorisches Museum                |
|         | Vedute    | Riva degli Schiavoni depuis l'ouest                                                                                       | 1724-1730 | huile sur toile | 46 × 62 cm                               | Musée               | Vienne, Kunsthistorisches Museum                |
|         | Vedute    | Le Palais des doges | 1725      | huile sur toile | 65 × 86 cm                               |                     | Columbus Museum of Art                          |
|         | Vedute    | Le Pont du Rialto vu du nord                                                                                              | 1725      | huile sur toile | 91 × 136 cm commande de 4 Stefano Conti  | Musée               | Pinacothèque Giovanni et Marella Agnelli, Turin |
|         | Vedute    | Le Grand Canal près du pont du Rialto au nord                                                                             | 1725      | huile sur toile | 91 × 135 cm commande de 4 Stefano Conti  | Musée               | Pinacothèque Giovanni et Marella Agnelli, Turin |
|         | Vedute    | Venise: Campo San Vidal et Santa Maria della Carità (La Cour du tailleur de pierre)                                       | vers 1725 | huile sur toile | 124 × 163 cm                             | Musée               | National Gallery, Londres                       |
|         | Vedute    | SS. Giovanni e Paolo e la Scuola di S. Marco                                                                              | vers 1725 | huile sur toile | 125 × 165 cm                             | Musée               | Gemäldegalerie Alte Meister, Dresde             |
|         | Vedute    | Le Campo S. Giacometto di Rialto à Venise                                                                                 | 1725-1726 | huile sur toile | 95 × 117 cm                              | Musée               | Gemäldegalerie Alte Meister, Dresde             |
|         | Vedute    | Vue de Dolo sur le canal de la Brenta                                                                                     | 1725-1729 | huile sur toile | 63 × 96 cm                               | Art UK              | Ashmolean Museum, Oxford                        |
|         | Vedute    | Santa Maria della Salute à Venise, vue du grand canal                                                                     | 1725-1726 | huile sur toile | 95 × 117 cm                              | Musée               | Gemäldegalerie (Berlin)                         |
|         | Capriccio | Rome: Caprice avec des ruines posées sur le forum                                                                         | 1725-1733 | huile sur toile | 31 × 39 cm                               | Collection          | Royal Collection                                |
|         | Intérieur | La Traversée de San Marco en direction du transept nord le vendredi saint                                                 | 1725-1733 | huile sur toile | 33 × 23 cm                               | Collection          | Royal Collection                                |
|         | Vedute    | Campo SS. Giovanni e Paolo                                                                                                | 1726      | huile sur toile | 92 × 135 cm commande de 4 Stefano Conti  | Musée               | Pinacothèque Giovanni et Marella Agnelli, Turin |
|         | Vedute    | Le Grand Canal de Santa Maria della Carità au bassin de San Marco                                                         | 1726      | huile sur toile | 92 × 135 cm commande de 4 Stefano Conti  | Musée               | Pinacothèque Giovanni et Marella Agnelli, Turin |
|         | Vedute    | Le Bassin de San Marco, Venise, vu de la Giudecca                                                                         | 1726      | huile sur toile | 141 × 230 cm commande de 4 Stefano Conti | National Trust      | Upton House, Warwickshire                       |
|         | Vedute    | San Geremia et l'entrée du Cannaregio                                                                                     | 1726-1727 | huile sur toile | 78 × 47 cm                               | Collection          | Royal Collection, Hampton Court                 |
|         | Vedute    | Le Grand Canal, vers le sud de Ca’ Foscari à la Carità                                                                    | 1726-1727 | huile sur toile | 50 × 80 cm                               | Collection          | Royal Collection, Hampton Court                 |
|         | Vedute    | Le Grand Canal regardant vers le nord-ouest depuis le Rialto                                                              | 1726-1727 | huile sur toile | 48 × 80 cm                               | Collection          | Royal Collection, Hampton Court                 |
|         | Vedute    | Le Pont du Rialto vu du nord                                                                                              | 1726-1727 | huile sur toile | 47 × 80 cm                               | Collection          | Royal Collection, Hampton Court                 |
|         | Vedute    | Le Grand Canal regardant à l’ouest avec le Scalzi et le San Simeone Piccolo                                               | 1726-1727 | huile sur toile | 47 × 79 cm                               | Collection          | Royal Collection, Hampton Court                 |
|         | Vedute    | Vue du grand canal | 1726-1728 | huile sur toile | 73 × 45 cm                               | Google Art          | Musée des Offices, Florence                     |
|         | Vedute    | L'L'Église San Giovanni dei Battuti de Murano                                                                             | 1725-1728 | huile sur toile | 66 × 127 cm                              | Musée               | Saint-Pétersbourg, musée de l'Ermitage          |
|         | Vedute    | Vue des îles de San Michele, San Cristoforo et Murano depuis la Fondamente Nuove                                          | 1725-1728 | huile sur toile | 67 × 127 cm                              | Musée               | Saint-Pétersbourg, musée de l'Ermitage          |
|         | Vedute    | Allégorie de tombe de Lord Somers                                                                                         | vers 1726 | huile sur toile | commande de 4 Stefano Conti              |                     | Birmingham Museum and Art Gallery               |
|         | Fêtes     | Réception de l'Ambassadeur français au palais ducal                                                                       | 1726-1727 | huile sur toile | 181 × 259 cm                             | Musée               | musée de l'Ermitage, Saint-Pétersbourg          |
|         | Vedute    | L'Entrée du Grand Canal, avec Santa Maria della Salute et le canal de la Giudecca, vue de l'extrémité occidentale du Môle | 1726-1728 | huile sur toile | 194 × 204 cm                             | Base Joconde        | musée de Grenoble                               |
|         | Vedute    | San Giorgio Maggiore vue du Bassin de saint Marc                                                                          | 1726-1730 | huile sur toile | 46 × 63 cm                               | Musée               | Musée des Beaux-Arts (Boston)                   |
|         | Vedute    | Le Grand Canal en direction ouest du palais Vendramin-Calergi vers San Geremia                                            | 1727      | huile sur toile | 47 × 79 cm                               | Collection          | Royal Collection, Hampton Court                 |
|         | Vedute    | Le Grand Canal regardant de l’est de Campo San Vio vers le bassin                                                         | 1727-1728 | huile sur toile | 48 × 79 cm                               | Collection          | Royal Collection, Hampton Court                 |
|         | Vedute    | Le Grand Canal regardant à l’est de la Carità vers le bassin                                                              | 1727-1728 | huile sur toile | 48 × 80 cm                               | Collection          | Royal Collection, Hampton Court                 |
|         | Vedute    | Le Grand Canal depuis le Palazzo Balbi                                                                                    | vers 1728 | huile sur toile | 61 × 90 cm                               | Musée               | Académie Carrara, Bergame                       |
|         | Vedute    | Le Grand Canal depuis le Campo san Vio, Venise                                                                            | vers 1728 | huile sur toile | 65 × 84 cm                               | Art UK              | National Galleries of Scotland, Edimbourg       |
|         | Vedute    | La Tour de l'horloge sur la Place Saint-Marc                                                                              | 1728-1730 | huile sur toile | 53 × 70 cm                               | Musée               | Musée d'art Nelson-Atkins, Kansas City          |
|         | Vedute    | La Piazzetta avec le coin sud-Ouest du Palais des Doges (paire)                                                           | 1728-1730 | huile sur toile | 28 × 37 cm                               | Catalogue Sotheby's | Collection privée Vente Sotheby's 2010          |
|         | Vedute    | Le Quai de la Douane (paire)                                                                                              | 1728-1730 | huile sur toile | 28 × 37 cm                               | Catalogue Sotheby's | Collection privée Vente Sotheby's 2010          |
|         | Vedute    | Le Grand Canal avec Santa Maria della Salute en direction de la Riva degli Schiavoni                                      | 1729-1730 | huile sur toile | 48 × 80 cm                               | Collection          | Royal Collection, Hampton Court                 |
|         | Vedute    | L'Embouchure du grand canal regardant vers l'ouest en direction de la Carità                                              | 1729-1730 | huile sur toile | 48 × 79 cm                               | Collection          | Royal Collection, Hampton Court                 |

## Maturité (1730 - 1742)
| Tableau | Type      | Titre | Date                   | Technique       | Dimensions     | Référence                  | Lieu de conservation                                                                     |
| ------- | --------- | --- | ---------------------- | --------------- | -------------- | -------------------------- | ---------------------------------------------------------------------------------------- |
|         | Fêtes     | Bucentaure au Môle le jour de l'Ascension                                                                                 | 1729                   | huile sur toile | 53 × 70 cm     |                            | Bowes Museum, Barnard Castle                                                             |
|         | Fêtes     | Bucentaure au Môle le jour de l'Ascension                                                                                 | 1729-1730              | huile sur toile |                |                            | collection particulière                                                                  |
|         | Vedute    | Le Grand canal, la Piazzetta et la Douane, Venise                                                                         | 1730                   | huile sur toile | 60 × 103 cm    | National Trust             | Tatton Park, Cheshire                                                                    |
|         | Vedute    | Le Palais des Doges et la Riva degli Schiavoni                                                                            | 1730                   | huile sur toile | 60 × 102 cm    | National Trust             | Tatton Park, Cheshire                                                                    |
|         | Vedute    | Pont du Rialto | vers 1730              | huile sur toile | 37 × 65 cm     | Musée                      | Philadelphia Museum of Art                                                               |
|         | Vedute    | Bassin de San Marco vers le Nord                                                                                          | vers 1730              | huile sur toile | 141 × 154 cm   | Art UK                     | Musée national de Cardiff                                                                |
|         | Fêtes     | Le Retour du Bucentaure au quai du Palais Ducal                                                                           | vers 1730              | huile sur toile | 182 × 259 cm   | Musée                      | Musée des Beaux-Arts Pouchkine, Moscou                                                   |
|         | Vedute    | L'Entrée du Grand Canal, Venise                                                                                           | vers 1730              | huile sur toile | 49,5 × 73,7 cm | Musée                      | Musée des Beaux-Arts de Houston                                                          |
|         | Vedute    | Le Grand Canal près du pont du Rialto, Venise                                                                             | vers 1730              | huile sur toile | 50 × 73 cm     | Musée                      | Musée des beaux-arts de Houston                                                          |
|         | Vedute    | La Loggetta, Venise | vers 1730              | huile sur toile | 45 × 75 cm     | Art UK                     | Barber Institute of Fine Arts, Birmingham                                                |
|         | vedute    | Vue du Grand Canal: Santa Maria della Salute et les douanes vues du Campo Santa Maria Zobenigo                            | Début des années 1730  | huile sur toile | 55 × 100 cm    | Musée                      | Fitzwilliam Museum, Cambridge                                                            |
|         | Vedute    | Vue du Môle, Venise | 1730                   | huile sur toile | 65 × 86 cm     | Musée                      | Columbus Museum of Art                                                                   |
|         | Vedute    | Venise: Saint Pierre du Castello                                                                                          | 1730                   | huile sur toile | 47 × 79 cm     | Musée                      | National Gallery, Londres                                                                |
|         | Vedute    | Venise: le palais des Doges et la Riva degli Schiavoni                                                                    | vers 1730              | huile sur toile | 61 × 100 cm    | Musée                      | National Gallery, Londres                                                                |
|         | Vedute    | Place Saint-Marc | 1727-1730              | huile sur toile | 68 × 112 cm    | Musée                      | New York, Metropolitan Museum of Art                                                     |
|         | Vedute    | Venise: La Punta della Dogana et S. Giorgio Maggiore                                                                      | 1727-1730              | huile sur toile | 47 × 79 cm     | Collection                 | Royal Collection                                                                         |
|         | Vedute    | La Fête de l'Ascension | 1730                   | huile sur toile | 47 × 86 cm     | Chefs-d'œuvre secrets 1988 | Abbaye de Woburn                                                                         |
|         | Vedute    | Campo Santa Maria Formosa                                                                                                 | 1730                   | huile sur toile | 47 × 86 cm     | Chefs-d'œuvre secrets 1988 | Abbaye de Woburn                                                                         |
|         | Vedute    | La Place Saint-Marc vue du Dôme                                                                                           | 1730                   | huile sur toile | 47 × 86 cm     | Chefs-d'œuvre secrets 1988 | Abbaye de Woburn                                                                         |
|         | Vedute    | Le Grand Canal | 1730                   | huile sur toile | 47 × 86 cm     | Chefs-d'œuvre secrets 1988 | Abbaye de Woburn                                                                         |
|         | Vedute    | Le Grand Canal vu du Palazzo Bembo                                                                                        | 1730                   | huile sur toile | 47 × 86 cm     | Chefs-d'œuvre secrets 1988 | Abbaye de Woburn                                                                         |
|         | Vedute    | Barques et gondoles | 1730                   | huile sur toile | 47 × 86 cm     | Chefs-d'œuvre secrets 1988 | Abbaye de Woburn                                                                         |
|         | Vedute    | Le Canal de Santa Chiara, vers le sud-est                                                                                 | vers 1730              | huile sur toile | 48 × 79 cm     | Musée                      | Musée Cognacq-Jay                                                                        |
|         | Vedute    | La Place Saint-Marc vers la Basilique                                                                                     | vers 1730              | huile sur toile | 58 × 92 cm     | Catalogue Sotheby's        | Collection privée Vente Sotheby's 2014                                                   |
|         | Vedute    | Venise, vue du Nord sur la Piazzetta                                                                                      | vers 1730              | huile sur toile | 82 × 128 cm    | Catalogue Sotheby's        | Collection privée Vente Sotheby's 2010                                                   |
|         | Vedute    | Vue du Bassin de Saint Marc à Venise                                                                                      | 1730-1740              | huile sur toile | 77 × 99 cm     | Musée                      | Musée Städel, Francfort-sur-le-Main                                                      |
|         | Vedute    | Place Saint-Marc, Venise                                                                                                  | 1730-1734              | huile sur toile | 76 × 119 cm    | Musée                      | Cambridge, Fogg Art Museum                                                               |
|         | Vedute    | Vue des écluses de Dolo sur la Brenta                                                                                     | 1730-1735              | huile sur toile | 80 × 96 cm     | Musée                      | Staatsgalerie (Stuttgart)                                                                |
|         | Vedute    | La Piazzetta, Venise, vue du nord                                                                                         | 1730-1735              | huile sur toile | 76 × 120 cm    | Musée                      | Norton Simon Museum, Pasadena                                                            |
|         | Vedute    | Vue du Môle | 1730-1735              | huile sur toile |                | Musée                      | Musée d'art d'El Paso                                                                    |
|         | Fêtes     | Regate sur le Grand Canal, Venise                                                                                         | 1731-1732              | huile sur toile | 53 × 70 cm     | Art UK                     | Bowes Museum, Barnard Castle                                                             |
|         | Vedute    | La Place Saint-Marc et la Piazzetta                                                                                       | vers 1731              | huile sur toile | 66 × 103 cm    | Musée                      | Wadsworth Atheneum, Hartford                                                             |
|         | Vedute    | Le Grand Canal vers le Nord-Est du Palais Balbi au pont du Rialto                                                         | vers 1733              | huile sur toile | 66 × 103 cm    | Catalogue Sotheby's        | Collection privée Vente Sotheby's 2005                                                   |
|         | Vedute    | La Scuola di San Rocco | vers 1733              | huile sur toile | 47 × 80 cm     | Muséart 1998               | Abbaye de Woburn                                                                         |
|         | Fêtes     | Régate sur le Grand Canal                                                                                                 | 1733-1734              | huile sur toile | 77 × 126 cm    | Collection                 | château de Windsor, Royal Collection                                                     |
|         | Vedute    | Vue de l'entrée de l'Arsenal                                                                                              | vers 1732              | huile sur toile | 47 × 79 cm     | Web Gallery                | Collection privée Philip James Hoffmeister, Greenville précédemment à l'abbaye de Woburn |
|         | Intérieur | Intérieur de San Marco la nuit                                                                                            | vers 1733              | huile sur toile | 33 × 22 cm     |                            | château de Windsor, Royal Collection                                                     |
|         | Fêtes     | Le Bassin de Saint Marc le jour de l'Ascension                                                                            | 1733-1734              | huile sur toile | 77 × 126 cm    | Collection                 | Palais de Buckingham, Royal Collection                                                   |
|         | Vedute    | La Piazzetta | 1733-1735              | huile sur toile | 68 × 91 cm     |                            | Galerie nationale d'art ancien (Rome)                                                    |
|         | Vedute    | Venise, le Campo San Zaccaria (paire)                                                                                     | Milieu des années 1730 | huile sur toile | 47 × 78 cm     | Catalogue Sotheby's        | Collection privéeVente Sotheby's 2017                                                    |
|         | Vedute    | Venise, le Campo Santa Maria Formosa (paire)                                                                              | Milieu des années 1730 | huile sur toile | 47 × 78 cm     | Catalogue Sotheby's        | Collection privéeVente Sotheby's 2017                                                    |
|         | Vedute    | Venise, Vue du Rialto | 1734–1735              | huile sur toile | 64 × 110 cm    | Musée                      | Sir John Soane's Museum, Londres                                                         |
|         | Vedute    | Venise, La Place Saint-Marc                                                                                               | 1734–1735              | huile sur toile | 70 × 114 cm    | Musée                      | Sir John Soane's Museum, Londres                                                         |
|         | Vedute    | Vue du quai des Schiavoni, vers l'ouest                                                                                   | 1734-1735              | huile sur toile | 126 × 205 cm   | Musée                      | Sir John Soane's Museum, Londres                                                         |
|         | Vedute    | Venise: entrée du Cannaregio                                                                                              | 1734-1742              | huile sur toile | 48 × 80 cm     | Musée                      | National Gallery, Londres                                                                |
|         | Fêtes     | Fête de la Saint-Roch | vers 1735              | huile sur toile | 148 × 199 cm   | Musée                      | National Gallery, Londres                                                                |
|         | Fêtes     | Venise: une régate sur le grand canal                                                                                     | vers 1735              | huile sur toile | 117 × 187 cm   | Musée                      | National Gallery, Londres                                                                |
|         | Vedute    | Place Saint-Marc vers l'église San Geminiano                                                                              | vers 1735              | huile sur toile | 68 × 94 cm     | Web Gallery                | Galerie nationale d'Art ancien (Rome)                                                    |
|         | Vedute    | Le Fonteghetto della Farina                                                                                               | vers 1735              | huile sur toile | 37 × 51 cm     | Musée                      | Musée des Beaux-Arts de Boston                                                           |
|         | Vedute    | Le Pont du Rialto depuis le sud                                                                                           | vers 1735              | huile sur toile | 68 × 92 cm     |                            | Rome, Galleria Corsini (it)                                                              |
|         | Vedute    | Vue du Grand Canal | vers 1735              | huile sur toile | 73 × 129 cm    | Web Gallery                | Cologne, Wallraf-Richartz Museum                                                         |
|         | Vedute    | Le Môle, vu du bassin de San Marco                                                                                        | vers 1735              | huile sur toile | 47 × 81 cm     | Base Joconde               | Paris, Musée du Louvre                                                                   |
|         | Vedute    | Le Môle, Venise | vers 1735              | huile sur toile | 62 × 101 cm    | Musée                      | Fort Worth, Musée d'Art Kimbell                                                          |
|         | Vedute    | Saint-Marc et la tour de l'horloge, Venise                                                                                | 1735-1737              | huile sur toile | 132 × 165 cm   | Musée                      | Ottawa, musée des beaux-arts du Canada                                                   |
|         | Vedute    | Campo Santi Giovanni e Paolo                                                                                              | 1735-1738              | huile sur toile | 46 × 78 cm     | Collection                 | Royal Collection                                                                         |
|         | Vedute    | La Brenta à Padoue | 1735-1740              | huile sur toile | 62 × 109 cm    |                            | Washington, National Gallery of Art                                                      |
|         | Vedute    | Venise: le Bassin de San Marco vu de San Giorgio Maggiore                                                                 | 1735-1744              | huile sur toile | 129 × 189 cm   | Musée                      | Wallace Collection, Londres                                                              |
|         | Vedute    | Piazzetta et Bassin de San Marco                                                                                          | 1736-1738              | huile sur toile | 69 × 94 cm     | Musée                      | Alte Pinakothek, Munich                                                                  |
|         | Vedute    | Vue de la Riva degli Schiavoni, Venise                                                                                    | 1737-1740              | huile sur toile | 47 × 24 cm     | Musée                      | musée d'art de Toledo                                                                    |
|         | Vedute    | Le Grand Canal vers le sud-ouest                                                                                          | vers 1738              | huile sur toile | 124 × 204 cm   |                            | Londres, National Gallery                                                                |
|         | Vedute    | Le Bassin de San Marco vers l'est                                                                                         | vers 1738              | huile sur toile | 125 × 204 cm   | Musée                      | Musée des beaux-arts de Boston                                                           |
|         | Vedute    | Le Retour du Bucintoro à l'embarcadère le jour de l'Ascension                                                             | vers 1738              | huile sur toile |                |                            | Holkham Hall                                                                             |
|         | Vedute    | Le Grand Canal de l'Église Santa Maria di Nazareth (ou degli Scalzi) à l'église de Santa Croce                            | 1738                   | huile sur toile | 120 × 151 cm   | Musée                      | Pinacothèque Giovanni et Marella Agnelli, Turin                                          |
|         | Vedute    | Le Grand Canal à Venise du Palazzo Flangini au Campo San Marcuola                                                         | 1738                   | huile sur toile | 47 × 78 cm     | Musée                      | Getty Center, Los Angeles                                                                |
|         | Vedute    | Santa Maria della Salute                                                                                                  | 1738-1742              | huile sur toile | 121 × 152 cm   | Musée                      | Collection Emil G. Bührle                                                                |
|         | Vedute    | Le Grand Canal vers le sud-ouest du Pont du Rialto à la Ca' Foscari                                                       | 1738-1742              | huile sur toile | 121 × 152 cm   | Musée                      | Collection Emil G. Bührle                                                                |
|         | Vedute    | Venise: le Grand Canal du Palazzo Flangini à San Marcuola                                                                 | 1740-1750              | huile sur toile | 46 × 77 cm     | Musée                      | Wallace Collection, Londres                                                              |
|         | Vedute    | Venise: le Canal de Santa Chiara                                                                                          | 1740-1750              | huile sur toile | 59 × 93 cm     | Musée                      | Wallace Collection, Londres                                                              |
|         | Vedute    | Place Saint-Marc à Venise                                                                                                 | 1740-1750              | huile sur toile | 59 × 93 cm     | Musée                      | Musée d'Art contemporain de Rolandseck, Remagen                                          |
|         | Vedute    | Venise, vue de l'Est sur la Place Saint Marc, vers la Basilique Paire avec Le Grand Canal vers le Nord-est                | 1738-1739              | huile sur toile | 46 × 77 cm     | Catalogue                  | Collection privée Vente Sotheby's 2013                                                   |
|         | Vedute    | Le Grand Canal vers le Nord-est du palazzo Dolfin-Manin au Pont du Rialto Paire avec Vue de l'Est sur la Place Saint-Marc | 1738-1739              | huile sur toile | 46 × 77 cm     | Catalogue                  | Collection privée Vente Sotheby's 2013                                                   |
|         | Vedute    | Riva degli Schiavoni vers l'est                                                                                           | 1738-1740              | huile sur toile | 110 × 185 cm   |                            | Milan, Pinacoteca del Castello Sforzesco                                                 |
|         | Vedute    | Le Môle vers la Zecca avec la colonne de San Teodoro                                                                      | 1738-1740              | huile sur toile | 110 × 185 cm   |                            | Milan                                                                                    |
|         | Vedute    | Le Pont du Rialto vu du sud avec l’embarquement du prince de Saxe lors de sa visite à Venise en 1740                      | vers 1740              | huile sur toile | 99 × 130 cm    | Catalogue Christie's       | Collection privée, Vente Christie's 1996                                                 |
|         | Vedute    | Venise: le Bassin de San Marco vu du Canal della Giudecca                                                                 | 1735-1744              | huile sur toile | 130 × 191 cm   | Musée                      | Londres, Wallace Collection                                                              |
|         | Vedute    | Venise, la Piazzetta San Marco                                                                                            | vers 1740              | huile sur toile | 132 × 135 cm   | Musée                      | musée des Beaux-Arts de Brest                                                            |
|         | Fêtes     | Bucentaure au Môle le jour de l'Ascension                                                                                 | vers 1740              | huile sur toile | 120 × 157 cm   | Musée                      | Pinacothèque Giovanni et Marella Agnelli, Turin                                          |
|         | Vedute    | La Place Saint-Marc, vers l'est                                                                                           | vers 1740              | huile sur toile |                |                            | musée Jacquemart-André, Paris                                                            |
|         | Vedute    | Le Grand Canal, du palais Dolfin-Manin au Rialto                                                                          | vers 1740              | huile sur toile |                |                            | musée Jacquemart-André, Paris                                                            |
|         | Vedute    | Le Grand Canal vu du pont du Rialto                                                                                       | vers 1725              | huile sur toile |                |                            | musée Cognac-Jay                                                                         |
|         | Vedute    | Vue de Dolo | vers 1740              | huile sur toile | 29,5 × 43,5 cm | Musée                      | Fondation Bemberg, Toulouse                                                              |
|         | Vedute    | Vue de Mestre | vers 1740              | huile sur toile | 29,5 × 43,5 cm | Musée                      | Fondation Bemberg, Toulouse                                                              |
|         | Fêtes     | Venise: le bassin de San Marco le jour de l'Ascension Deux scènes de cérémonie vénitiennes                                | vers 1740              | huile sur toile | 122 × 183 cm   | Musée                      | National Gallery, Londres                                                                |
|         | Fêtes     | Une régate sur le grand canal Deux scènes de cérémonie vénitiennes                                                        | vers 1740              | huile sur toile | 22 × 183 cm    | Musée                      | Londres, National Gallery                                                                |
|         | Vedute    | Venise: Le Grand Canal supérieur avec S. Simeon Piccolo                                                                   | vers 1740              | huile sur toile | 124 × 205 cm   | Musée                      | Londres, National Gallery                                                                |
|         | Vedute    | L'Église San Giorgio Maggiore, Venise                                                                                     | vers 1740              | huile sur toile | 60 × 95 cm     | Art UK                     | Manchester Art Gallery                                                                   |
|         | Vedute    | L'Église du Redentore, Venise                                                                                             | vers 1740              | huile sur toile | 60 × 94 cm     | Art UK                     | Manchester Art Gallery                                                                   |
|         | Capriccio | Vue imaginaire d'une tombe près de la lagune                                                                              | début des années 1740  | huile sur toile | 30 × 39 cm     | Musée                      | Metropolitan Museum, New York                                                            |
|         | Vedute    | La Rotonde | années 1740            | huile sur toile | 142 × 205 cm   | Musée                      | Worcester Art Museum                                                                     |
|         | Vedute    | Vue du Grand Canal en direction de la Punta della Dogana depuis Campo Sant 'Ivo                                           | 1740-1745              | huile sur toile | 53 × 70 cm     | Musée                      | Pinacoteca di Brera, Milan                                                               |
|         | Vedute    | Vue du Grand Canal en direction de la Punta della Dogana depuis Campo Sant 'Ivo                                           | 1740-1745              | huile sur toile | 53 × 70 cm     | Musée                      | Pinacoteca di Brera, Milan                                                               |
|         | Vedute    | Vue de Saint Marc de la Punta della Dogana                                                                                | 1740-1745              | huile sur toile | 53 × 70 cm     | Musée                      | Milan, Pinacothèque de Brera                                                             |
|         | Vedute    | Venise: la Riva degli Schiavoni                                                                                           | 1740-1745              | huile sur toile | 58 × 93 cm     | Musée                      | Wallace Collection, Londres                                                              |
|         | Vedute    | Venise: le Môle avec Santa Maria della Salute                                                                             | 1740-1745              | huile sur toile | 58 × 93 cm     | Musée                      | Wallace Collection, Londres                                                              |
|         | Vedute    | Vue de Saint-Marc depuis la Punta della Dogana                                                                            | 1740-1745              | huile sur toile | 53 × 70 cm     | Musée                      | Pinacoteca di Brera, Milan                                                               |
|         | Vedute    | Le Temple d'Antonin et Faustine                                                                                           | 1740-1746              | huile sur toile | 61 × 95 cm     | Collection                 | Royal Collection                                                                         |
|         | Vedute    | Rome: les ruines du forum, en regardant vers le Capitole                                                                  | 1740-1746              | huile sur toile | 61 × 95 cm     | Collection                 | Royal Collection                                                                         |
|         | Vedute    | Venise: le Grand Canal du Palazzo Foscari à la Carità                                                                     | 1740-1750              | huile sur toile | 46 × 77 cm     | Musée                      | Wallace Collection, Londres                                                              |
|         | Vedute    | Venise: le Grand Canal du Palazzo Dolfin-Manin au pont du Rialto                                                          | 1740-1750              | huile sur toile | 58 × 93 cm     | Musée                      | Wallace Collection, Londres                                                              |
|         | Vedute    | La Porta Portello, Padoue                                                                                                 | 1741-1742              | huile sur toile | 62 × 109 cm    | Musée                      | National Gallery of Art, Washington                                                      |
|         | Capriccio | Vue du pont du Rialto en style palladien                                                                                  | 1742                   | huile sur toile | 90 × 130 cm    | Collection                 | Royal Collection                                                                         |
|         | Vedute    | L'Arc de Titus | 1742                   | huile sur toile | 192 × 106 cm   | Collection                 | Royal Collection                                                                         |
|         | Vedute    | L'Arc de Septimius Severus                                                                                                | 1742                   | huile sur toile | 181 × 106 cm   | Collection                 | Royal Collection                                                                         |
|         | Vedute    | L'Arc de Constantin | 1742                   | huile sur toile | 185 × 106 cm   | Collection                 | Royal Collection                                                                         |
|         | Vedute    | Vue de l'Arc de Constantin avec le Colisée                                                                                | 1742-1745              | huile sur toile | 83 × 122 cm    | Musée                      | Getty Center, Los Angeles                                                                |
|         | Vedute    | Le Panthéon | 1742                   | huile sur toile | 183 × 106 cm   | Collection                 | Royal Collection                                                                         |
|         | Vedute    | Ruines du Forum en regardant vers le Capitole                                                                             | 1742                   | huile sur toile | 190 × 106 cm   | Collection                 | Royal Collection                                                                         |
|         | Vedute    | Padoue, Prato della Valle                                                                                                 | vers 1742              | huile sur toile | 39 × 87 cm     | Musée                      | Milan, musée Poldi Pezzoli                                                               |
|         | Vedute    | Place Saint-Marc, Venise                                                                                                  | 1742-1744              | huile sur toile | 114 × 153 cm   | Musée                      | Washington, National Gallery of Art                                                      |
|         | Vedute    | Entrée du Grand Canal vue du Môle, Venise                                                                                 | 1742-1744              | huile sur toile | 114 × 153 cm   | Musée                      | Washington, National Gallery of Art                                                      |
|         | Capriccio | Vue avec ruines | 1742-1744              | huile sur toile | 53 × 66 cm     | Collection                 | Royal Collection                                                                         |
|         | Vedute    | La Place Saint Marc | 1742-1746              | huile sur toile | 67 × 119 cm    | Musée                      | Galerie d'art de Nouvelle-Galles du Sud, Sydney                                          |
|         | Vedute    | Venise: la Piazzetta vers la tour de l'horloge                                                                            | 1743                   | huile sur toile | 84 × 130 cm    | Collection                 | Royal Collection                                                                         |
|         | Vedute    | Venise: le môle avec les prisons et le palais des Doges                                                                   | 1743                   | huile sur toile | 60 × 96 cm     | Collection                 | Royal Collection                                                                         |
|         | Vedute    | Rome: Vue du Colisée et de l'Arc de Constantin                                                                            | 1743                   | huile sur toile | 108 × 285 cm   | Collection                 | Royal Collection                                                                         |
|         | Capriccio | Venise: Caprice Vue du monastère des chanoines du Latran                                                                  | 1743-1744              | huile sur toile | 108 × 131 cm   | Collection                 | Royal Collection                                                                         |
|         | Capriccio | Vue de la Piazzetta avec les chevaux de San Marco                                                                         | 1743-1744              | huile sur toile | 108 × 130 cm   | Collection                 | Royal Collection                                                                         |
|         | Vedute    | Une île dans la lagune avec une porte d'entrée et une église                                                              | 1743-1744              | huile sur toile | 51 × 69 cm     | Musée                      | Musée d'art de Saint-Louis                                                               |
|         | Vedute    | La Piazzetta avec le campanile et le côté sud de San Marco                                                                | 1744                   | huile sur toile | 78 × 121 cm    | Collection                 | Royal Collection                                                                         |
|         | Vedute    | La Piazza et la Piazzetta vues de la tour de l’horloge en direction de San Giorgio                                        | 1744                   | huile sur toile | 79 × 122 cm    | Collection                 | Royal Collection                                                                         |
|         | Vedute    | Le Grand Canal avec Santa Maria della Salute regardant vers l’Est à travers le Bassin                                     | 1744                   | huile sur toile | 127 × 205 cm   | Collection                 | Royal Collection                                                                         |
|         | Capriccio | Le Monument Colleoni dans un décor de Capriccio                                                                           | 1744                   | huile sur toile | 108 × 130 cm   | Collection                 | Royal Collection                                                                         |
|         | Capriccio | Vue de la Piazzetta avec la bibliothèque                                                                                  | 1744                   | huile sur toile | 108 × 129 cm   | Collection                 | Royal Collection                                                                         |
|         | Capriccio | Vue du Môle et du Palazzo Ducale                                                                                          | 1744                   | huile sur toile | 109 × 130 cm   | Collection                 | Royal Collection, palais de Buckingham                                                   |
|         | Capriccio | Vue de la cour du Palais des Doges avec l'escalier des Géants                                                             | 1744                   | huile sur toile | 108 × 130 cm   | Collection                 | Royal Collection, palais de Buckingham                                                   |
|         | Capriccio | Capriccio : Une vue avec une arche en pointe                                                                              | vers 1744              | huile sur toile | 53 × 67 cm     | Collection                 | Royal Collection                                                                         |
|         | Capriccio | San Giorgio Maggiore dans un décor de Capriccio                                                                           | vers 1744              | huile sur toile | 103 × 130 cm   | Collection                 | Royal Collection                                                                         |
|         | Capriccio | Venise: Caprice Vue de la Monnaie et des Greniers avec le Pont de Pescaria                                                | vers 1744              | huile sur toile | 84 × 130 cm    | Collection                 | Royal Collection                                                                         |
|         | Capriccio | Les Prisons de Saint-Marc avec sur une place, un carrosse et des passants                                                 | vers 1744              | huile sur toile | 105 × 127 cm   | Catalogue Sotheby's        | Collection privée Vente Sotheby's 2009                                                   |
|         | Fêtes     | Le Bucentaure au Môle le jour de l'Ascension                                                                              | vers 1745              | huile sur toile | 115 × 163 cm   | Musée                      | Philadelphia Museum of Art                                                               |
|         | Fêtes     | Le Bucentaure | 1745-1750              | huile sur toile | 57 × 93 cm     | Musée                      | Musée Thyssen-Bornemisza en dépôt au Museu Nacional d'Art de Catalunya                   |
|         | Vedute    | Venise, Les Églises du Redentore et San Giacomo paire                                                                     | 1745-1750              | huile sur toile | 47 × 77 cm     | Catalogue Sotheby's        | Collection privée Vente Sotheby's 2018                                                   |
|         | Vedute    | Venise, Les Prisons et le pont, vers le nord-ouest du balcon paire                                                        | 1745-1750              | huile sur toile | 47 × 77 cm     | Catalogue Sotheby's        | Collection privée Vente Sotheby's 2018                                                   |

## Angleterre (1746 - 1755)
| Tableau | Type      | Titre | Date        | Technique       | Dimensions   | Référence                            | Lieu de conservation                         |
| ------- | --------- | --- | ----------- | --------------- | ------------ | ------------------------------------ | -------------------------------------------- |
|         | Vedute    | Londres vue à travers une arche du pont de Westminster                                                                 | 1746-1747   | huile sur toile | 57 × 95 cm   | Web gallery                          | Collection privée                            |
|         | Vedute    | La Tamise et la City                                                                                                   | 1746-1747   | huile sur toile |              |                                      | Palais Lobkowicz, Galerie nationale à Prague |
|         | Vedute    | La Tamise à Westminster                                                                                                | 1746-1755   | huile sur toile | 74 × 104 cm  | National Trust                       | Penrhyn Castle, Gwynedd                      |
|         | Vedute    | La Tamise et la City de Londres vue Richmond House                                                                     | 1747        | huile sur toile | 101 × 117 cm | Site Goodwood                        | collection privée                            |
|         | Vedute    | Pont de Westminster en construction du contrefort du sud-est                                                           | 1747        | huile sur toile | 101 × 117 cm | New York Times                       | Collection du duc de Northumberland          |
|         | Vedute    | Whitehall et Privy Garden vue de Richmond House                                                                        | 1747        | huile sur toile | 101 × 117 cm | Site Goodwood                        | collection privée                            |
|         | Vedute    | Vue de Whitehall, regardant vers le nord avec le coin de Richmond House                                                |             | huile sur toile | 118 × 238 cm | Beuccleuch Heritage                  | Bowhill House, Selkirk                       |
|         | Vedute    | Le Château de Windsor                                                                                                  | 1747        | huile sur toile | 84 × 138 cm  | Catalogue Links                      | Collection du duc de Northumberland          |
|         | Vedute    | Pont de Westminster avec la procession du Lord maire sur la Tamise                                                     | 1747        | huile sur toile | 96 × 128 cm  | Musée                                | New Haven, Centre d'art britannique de Yale  |
|         | Vedute    | Venise, Vue sur les églises du Redentore et de San Giacomo avec un bateau de guerre amarré, des gondoles et des barges | 1747-1755   | huile sur toile | 60 × 94 cm   | Catalogue Sotheby's                  | Collection privée Vente Sotheby's 2012       |
|         | Vedute    | Le Château de Warwick, côté sud                                                                                        | 1748        | huile sur toile | 75 × 120 cm  | Musée                                | Madrid, musée Thyssen-Bornemisza             |
|         | Vedute    | Château de Warwick | 1748-1749   | huile sur toile | 72 × 120 cm  | Musée                                | Centre d'art britannique de Yale, New Haven  |
|         | Vedute    | Le parc de Badminton depuis Badminton House                                                                            | 1748-1749   | huile sur toile | 86 × 122 cm  |                                      | Badminton House                              |
|         | Fêtes     | L'abbaye de Westminster avec la procession des cavaliers de l'ordre du Bain                                            | 1749        | huile sur toile | 99 × 101 cm  | Web Gallery                          | Londres, abbaye de Westminster               |
|         | Vedute    | L'Ancienne salle des banquets des gardes à cheval à Whitehall, vue de St James's Park                                  | vers 1749   | huile sur toile | 47 × 77 cm   | Catalogue Sotheby's                  | Collection privéeVente Sotheby's 2015        |
|         | Vedute    | Les Old Horse Guards de St James's Park                                                                                | vers 1749   | huile sur toile | 117 × 236 cm | Musée                                | Tate Britain, Londres                        |
|         | Vedute    | Bassin de saint-Marc vue de la Piazzetta                                                                               | vers 1750   | huile sur toile | 131 × 163 cm | Musée                                | National Gallery of Victoria, Melbourne      |
|         | Vedute    | La City vue de la terrasse de Somerset House (paire)                                                                   | vers 1750   | huile sur toile | 39 × 73 cm   | Musée                                | Centre d'art britannique de Yale, New Haven  |
|         | Vedute    | Westminster depuis la terrasse de Somerset House (paire)                                                               | vers 1750   | huile sur toile | 53 × 88 cm   | Musée                                | Centre d'art britannique de Yale, New Haven  |
|         | Vedute    | La Tamise vue de la terrasse de Somerset House vers La City                                                            | 1750-1751   | huile sur toile | 108 × 188 cm | Royal Collection                     | Royal Collection                             |
|         | Vedute    | Londres: La Tamise depuis Somerset House Terrace en direction de Westminster                                           | 1750-1751   | huile sur toile | 108 × 188 cm | Musée                                | Royal Collection                             |
|         | Vedute    | Vue de la piazza Navona, Rome                                                                                          | 1750-1751   | huile sur toile | 39 × 68 cm   | Musée                                | Tokyo Fuji Art Museum                        |
|         | Capriccio | Scuola di San Marco de la Loggia du Palazzo Grifalconi-Loredan                                                         | Débuts 1750 | huile sur toile | 88 × 137 cm  |                                      | Collection particulière                      |
|         | Vedute    | Londres, vue sur la Tamise vers Westminster près de la Porte de York                                                   | Débuts 1750 | huile sur toile | 51 × 83 cm   | Catalogue Sotheby's                  | Collection particulière Vente Sotheby's 2008 |
|         | Intérieur | L'Intérieur de la chapelle de Henri VII à l'abbaye de Westminster                                                      | Débuts 1750 | huile sur toile | 74 × 65 cm   | Catalogue Sotheby's                  | Collection particulière Vente Sotheby's 2016 |
|         | Intérieur | Hôpital de Greenwich de la rive nord de la Tamise                                                                      | 1750-1752   | huile sur toile | 69 × 108 cm  | Musée                                | National Maritime Museum, Greenwich          |
|         | Intérieur | Vue de Greenwich de la rivière                                                                                         | 1750-1752   | huile sur toile | 59 × 94 cm   | Musée                                | Tate Britain, Londres                        |
|         | Vedute    | Chelsea vu de la Tamise à Battersea                                                                                    | 1751        | huile sur toile | 85 × 105 cm  | Art UK                               | National Trust, Blickling Hall               |
|         | Vedute    | Le Collège de Chelsea, la rotonde la maison Ranelagh et la Tamise                                                      | 1751        | huile sur toile | 95 × 127 cm  | Musée                                | Musée national des Beaux-Arts (Cuba)         |
|         | Vedute    | La Grande allée, Vauxhall Gardens, Londres                                                                             | vers 1751   | huile sur toile | 51 × 76 cm   | Art UK                               | Compton Verney, Warwickshire                 |
|         | Vedute    | Château de Warwick, façade est, vue de la cour extérieure                                                              | 1752        | huile sur toile | 73 × 122 cm  | Art UK                               | Birmingham Museum and Art Gallery            |
|         | Vedute    | Château de Warwick, façade est vue de la cour                                                                          | 1752        | huile sur toile | 75 × 122 cm  | Art UK                               | Birmingham Museum and Art Gallery            |
|         | Vedute    | Château d'Alnwick | vers 1752   | huile sur toile | 114 × 140 cm | commande du comte de Northumberland. | Collection du Duc de Northumberland          |
|         | Vedute    | Northumberland House à Londres                                                                                         | vers 1752   | huile sur toile |              | commande du comte de Northumberland  |                                              |
|         | Capriccio | Arc de triomphe de la Renaissance vu depuis le portique d'un palais                                                    | 1752-1755   | huile sur toile | 101 × 128 cm |                                      | Collection du Château d'Arundel              |
|         | Capriccio | Église ronde avec un porche gothique raffiné sur une place                                                             | 1753-1755   | huile sur toile | 100 × 145 cm |                                      | Collection du Château d'Arundel              |
|         | Intérieur | Intérieur de la rotonde de Ranelagh                                                                                    | 1754        | huile sur toile | 45 × 76 cm   | Musée                                | Londres, National Gallery                    |
|         | Vedute    | Eton College | vers 1754   | huile sur toile | 61 × 107 cm  | Musée                                | Londres, National Gallery                    |
|         | Vedute    | Cathédrale Saint Paul                                                                                                  | vers 1754   | huile sur toile | 52 × 62 cm   | Musée                                | Centre d'art britannique de Yale, New Haven  |
|         | Capriccio | Paysage anglais Capriccio avec une colonne                                                                             | vers 1754   | huile sur toile | 134 × 106 cm | Musée                                | National Gallery of Art, Washington          |
|         | Capriccio | Paysage anglais Capriccio avec un palais                                                                               | vers 1754   | huile sur toile | 134 × 108 cm | Musée                                | National Gallery of Art, Washington          |
|         | Capriccio | Une écluse sur une rivière avec une chapelle                                                                           | 1754        | huile sur toile | 83 × 118 cm  | Musée                                | Musée des Beaux-Arts (Boston)                |
|         | Vedute    | Vue du pont de Walton                                                                                                  | vers 1754   | huile sur toile | 49 × 76 cm   | Musée                                | Londres, Dulwich Picture Gallery             |
|         | Vedute    | Le Vieux Pont de Walton                                                                                                | vers 1755   | huile sur toile | 56 × 131 cm  | Musée                                | Centre d'art britannique de Yale, New Haven  |
|         | Intérieur | La Nef de Saint-Marc vers l'Est                                                                                        | 1755-1756   | huile sur toile | 36 × 33 cm   | Collection                           | Royal Collection                             |
|         | Vedute    | Palais des doges et Place San Marco                                                                                    | vers 1755   | huile sur toile | 51 × 83 cm   | Mina Gregori 2000                    | Florence, musée des Offices.                 |

## Dernières années
| Tableau | Type      | Titre                                                                                          | Date                                 | Technique       | Dimensions   | Référence                  | Lieu de conservation                   |
| ------- | --------- | ---------------------------------------------------------------------------------------------- | ------------------------------------ | --------------- | ------------ | -------------------------- | -------------------------------------- |
|         | Vedute    | Place Saint-Marc vers le sud-ouest                                                             | 1755-1759                            | huile sur toile | 67 × 102 cm  |                            | Hartford, Wadsworth Atheneum.          |
|         | Vedute    | Le Grand Canal vu du sud-ouest du Campo Santa Sofia au pont du Rialto                          | 1756                                 | huile sur toile |              | commande de Sigmund Streit |                                        |
|         | Capriccio | Capriccio avec ruines et édifices classiques                                                   | vers 1756                            | huile sur toile | 91 × 125 cm  | Musée                      | Milan, Museo Poldi Pezzoli             |
|         | Vedute    | Saint-Marc, Venise                                                                             | vers 1756                            | huile sur toile | 47 × 38 cm   | Musée                      | Fitzwilliam Museum, Cambridge          |
|         | Vedute    | Cour intérieure du palais des doges                                                            | vers 1756                            | huile sur toile | 47 × 37 cm   | Musée                      | Fitzwilliam Museum, Cambridge          |
|         | Vedute    | Venise: Palazzo Grimani                                                                        | 1756-1758                            | huile sur toile | 30 × 39 cm   | Musée                      | National Gallery, Londres              |
|         | Capriccio | Caprice avec édifices palladiens                                                               | 1756-1759                            | huile sur toile | 56 × 79 cm   | Musée                      | Galerie nationale de Parme             |
|         | Vedute    | Venise: Place Saint Marc Deux vues de la Place Saint Marc                                      | vers 1758                            | huile sur toile | 46 × 38 cm   | Musée                      | National Gallery, Londres              |
|         | Vedute    | Venise: Place Saint-Marc et la colonnade des Procuratie Nuove Deux vues de la Place Saint Marc | vers 1756                            | huile sur toile | 46 × 38 cm   | Musée                      | National Gallery, Londres              |
|         | Vedute    | Campo de Rialto                                                                                | 1758-1763                            | huile sur toile | 119 × 185 cm | Base Bpk                   | Berlin, Staatliche Museen              |
|         | Vedute    | Le Bucentaure au Môle le jour de l'Ascension                                                   | 1760                                 | huile sur toile | 58 × 102 cm  | Musée                      | Londres, Dulwich Picture Gallery       |
|         | Vedute    | Porta Portello, Padoue                                                                         | vers 1760                            | huile sur toile | 63 × 109 cm  | Musée                      | Musée Thyssen-Bornemisza, Madrid       |
|         | Fêtes     | Veillée nocturne à San Pietro di Castello                                                      | vers 1760                            | huile sur toile | 119 × 187 cm | Web Galerie                | Gemäldegalerie (Berlin)                |
|         | Fêtes     | La Veillée nocturne au bord de Santa Marta                                                     | vers 1760                            | huile sur toile | 119 × 187 cm | Web Gallery                | Gemäldegalerie (Berlin)                |
|         | Capriccio | Capriccio avec ruines et Porta Portello, Padoue                                                | années 1760                          | huile sur toile | 61 × 76 cm   | Musée                      | Galeries de l'Académie de Venise       |
|         | Capriccio | Capriccio avec des ruines et des bâtiments classiques                                          | années 1760                          | huile sur toile | 63 × 76 cm   | Musée                      | Galeries de l'Académie de Venise       |
|         | Vedute    | Place Saint-Marc vue sud et ouest                                                              | 1763                                 | huile sur toile | 56 × 103 cm  | Musée                      | Musée d'Art du comté de Los Angeles    |
|         | Vedute    | Le Doge et le grand conseil                                                                    | vers 1763                            | huile sur toile | 42 × 72 cm   | Musée                      | Statens Museum for Kunst, Copenhague   |
|         | Vedute    | Perspective avec un portique                                                                   | 1765 pièce de réception à l'Académie | huile sur toile | 131 × 93 cm  | Musée                      | Galeries de l'Académie de Venise       |
|         | Vedute    | Projet palladien du pont du Rialto                                                             | vers 1765                            | huile sur toile |              |                            | Louvre                                 |
|         | Vedute    | Scuola San Marco                                                                               | vers 1765                            | huile sur toile | 42 × 32 cm   | Musée                      | Musée Thyssen-Bornemisza, Madrid       |
|         | Capriccio | Colonnade à l'intérieur d'un palais                                                            | vers 1765                            | huile sur toile | 42 × 32 cm   | Musée                      | Musée Thyssen-Bornemisza, Madrid       |
|         | Vedute    | Monument équestre de Bartolomeo Colleoni et de l'église des saints Giovanni e Paolo            | vers 1765                            | huile sur toile | 41 × 34 cm   | Catalogue Sotheby's        | Collection privée Vente Sotheby's 2017 |

## Dates non documentées
| Tableau | Type      | Titre | Date | Technique       | Dimensions      | Référence                        | Lieu de conservation                           |
| ------- | --------- | --- | ---- | --------------- | --------------- | -------------------------------- | ---------------------------------------------- |
|         | Vedute    | L'Église de la Salute                                                                                               |      | 47 × 81 cm      | huile sur toile | Musée                            | Musée du Louvre                                |
|         | Vedute    | Le Grand Canal du pont du Rialto vers la Ca' Foscari                                                                |      | huile sur toile | 69 × 94 cm      |                                  | Galerie nationale d'art ancien (Rome)          |
|         | Vedute    | Vue d'un pont vénitien                                                                                              |      | huile sur toile | 69 × 99 cm      | Musée                            | Musée Städel, Francfort-sur-le-Main            |
|         | Capriccio | Pont menant à une forteresse par la lagune vénitienne                                                               |      | huile sur toile | 29 × 41 cm      | Catalogue Sotheby's              | Collection privée Vente Sotheby's 2015         |
|         | Vedute    | L'Entrée du Grand Canal vue de l'Est                                                                                |      | huile sur toile | 25 × 42 cm      | Catalogue Sotheby's              | Collection privée Vente Sotheby's 2012         |
|         | Vedute    | Le Grand Canal vers le nord-ouest de la Ca 'Corner à la Ca' Contarini avec le campanile de Santa Maria della Carità |      | huile sur toile | 47 × 78 cm      | Catalogue Christie's             | Collection privée Vente Christie's 2008        |
|         | Fêtes     | Le Bucentaure au Môle le jour de l'Ascension                                                                        |      | huile sur toile | 152 × 137 cm    | Catalogue Christie's             | Collection privée Vente Christie's 2005        |
|         | Vedute    | Palazzo Vendramin-Calergi, sur le Grand Canal, Venise                                                               |      | huile sur toile | 39 × 48 cm      | Catalogue Christie's             | Collection privée Vente Christie's 2014        |
|         | Vedute    | Dolo sur la Brenta                                                                                                  |      | huile sur toile | 30 × 44 cm      | Catalogue Christie's             | Collection privée Vente Christie's 2016        |
|         | Vedute    | Le Campo Santi Giovanni e Paolo avec le côté ouest de l'église et la Scuola di San Marco                            |      | huile sur toile | 47 × 78 cm      | Catalogue Christie's             | Collection privée Vente Christie's 2000        |
|         | Vedute    | Le Grand Canal vu du sud-est de San Stae                                                                            |      | huile sur toile | 47 × 78 cm      | Christie's                       | Collection privée Vente Christie's 1997        |
|         | Vedute    | Le Bassin de San Marco depuis l'embouchure de la Giudecca les douanes et la Riva degli Schiavoni                    |      | huile sur toile | 60 × 95 cm      | Christie's                       | Collection privée Vente Christie's 2005        |
|         | Vedute    | Le Grand Canal à l’est du Campo di San Vio avec le Palazzo Corner et Santa Maria della Salute                       |      | huile sur toile | 46 × 77 cm      | Christie's                       | Collection privée Vente Christie's 2000        |
|         | Vedute    | L'Église du Redentore                                                                                               |      | huile sur toile | 47 × 75 cm      | Christie's                       | Collection privée Vente Christie's 2000        |
|         | Vedute    | L'Église du Redentore                                                                                               |      | huile sur toile | 47 × 75 cm      | Christie's                       | Collection privée Vente Christie's 2000        |
|         | Capriccio | Ruines avec des personnages (paire)                                                                                 |      | huile sur toile | 63 × 75 cm      | Musée                            | Fitzwilliam Museum, Cambridge                  |
|         | Capriccio | Ruines avec des personnages (paire)                                                                                 |      | huile sur toile | 63 × 75 cm      | Musée                            | Fitzwilliam Museum, Cambridge                  |
|         | Vedute    | Le palais des Doges, Venise                                                                                         |      | huile sur toile | 61 × 92 cm      | Musée                            | Fitzwilliam Museum, Cambridge                  |
|         | Vedute    | Venise: Santa Maria della Salute                                                                                    |      | huile sur toile | 48 × 79 cm      | Musée                            | Metropolitan Museum, New York                  |
|         | Capriccio | Une colonnade sur la cour d'un palais                                                                               |      | huile sur toile | 56 × 42 cm      | Art UK                           | Cannon Hall Museum, Barnsley, Yorkshire du Sud |
|         | Vedute    | Canaux à Venise |      | huile sur toile | 67 × 91 cm      | Art UK                           | National Trust, château de Culzean, Écosse     |
|         | Capriccio | Les Ruines d'un temple                                                                                              |      | huile sur toile | 56 × 42 cm      | Université                       | Université d'Aberdeen                          |
|         | Vedute    | Grand Canal: San Geremia et l'entrée du Cannaregio                                                                  |      | huile sur toile | 47 × 73 cm      | Musée                            | Fondation Barnes, Philadelphie                 |
|         | Vedute    | Le Bassin de Saint-Marc avec San Giorgio Maggiore                                                                   |      | huile sur toile | 200 × 187 cm    | Musée                            | Musée Boijmans Van Beuningen, Rotterdam        |
|         | Vedute    | La Place du peuple à Rome                                                                                           |      | huile sur toile |                 | Collection Bentinck-Thyssen 1987 | Collection privée                              |
|         | Vedute    | La Piazzetta et la Riva degli Schiavoni à Venise                                                                    |      | huile sur toile |                 | Collection Bentinck-Thyssen 1987 | Collection privée                              |
|         | Vedute    | Le Rialto à Venise                                                                                                  |      | huile sur toile | 97 × 123 cm     | Joconde                          | Musée des Beaux-Arts de Nîmes                  |